# Wizoria (мережа кінотеатрів)
«Wizoria» (укр. Візорія) — мережа кінотеатрів компанії «Конкорд Кіно» заснована у 2016 році. Перший кінотеатр від мережі відкрили в Києві 14 травня 2016 року, згодом 2 кінотеатри з'явилися у Полтаві у 2016 році, та 1 — у Миргороді у 2017 році. Станом на початок 2017 року мережа «Wizoria» налічує 4 кінотеатрів по всій Україні, разом в яких розміщується 13 екранів.

## Історія
Попередником кіномережі «Wizoria» був 3-зальний кінотеатр у Полтаві в ТРЦ «Конкорд», що почав працювати 5 квітня 2007 року та проіснував майже 10 років під назвою «Конкорд кіно» (2007—2016). Кінотеатр вийшов з мережі Кіносистема (з 2013 мережа змінила назву на «Кіно тема») у 2013 році.
Згодом, використовуючи майже 10-річний досвід управлінням кінотеатром Конкорд кіно, подружжя Андрій та Ірина Соколови вирішили здійснити ребрендінг та змінили назву з «Конкорд кіно» на «Wizoria». Перший кінотеатр під брендом кіномережі «Wizoria» відкрили в Києві 14 травня 2016 року, згодом (теж 2016 року) два кінотеатри з'явилися в Полтаві, та 1 — у Миргороді у 2017 році.
У жовтні 2017 року вебсайт мережі було оновлено, відтепер квитки для кінотеатрів можна придбати для всіх міст, де працює Wizoria (до цього не працював онлайн продаж квитків для кінотетру в Миргороді).

## Кінотеатри

#### Київ
- Wizoria Kyiv, Адреса: м. Київ, вул. Архітектора Вербицького 1,Відкрито 14 травня 2016 року.[2]

#### Полтава

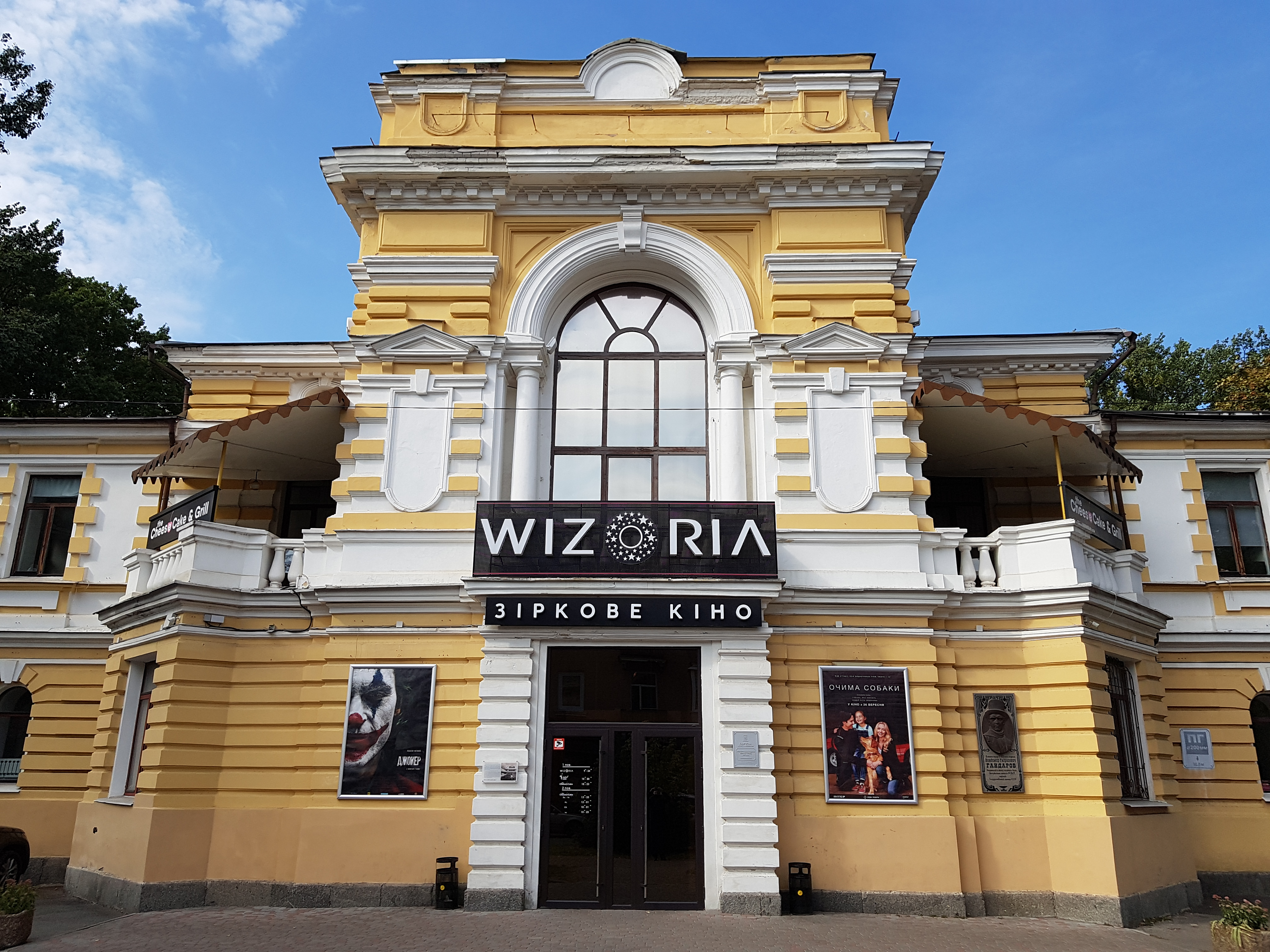
Кінотеатр «Wizoria Колос» у Полтаві, вул. Гоголя, 22

- «Wizoria Poltava „Konkord“», Адреса: м. Полтава, вул. Європейська 60А, ТРЦ Конкорд, 4-ий поверх . Кількість екранів: 3, на 330 місць. Відкрито 17 листопаді 2016 року.[3] У минулому з 2007 по 2013 кінотеатр входив у мережу Кіносистема (з 2013 мережа змінила назву на «Кіно тема»).
- «Wizoria Poltava „Kolos“», Адреса: м. Полтава, вул. Гоголя 22, «РК Колос».[7]  Кількість екранів: 2 на 420 місць (два зали на 300 та 120 місць). місць. Відкрито 27 грудня 2016 року. Офіційне відкриття відбулося за участю комедійної команди Студія Квартал 95, яка презентувала свій фільму «Слуга народу 2».[4] У минулому з 2013 по 2014 кінотеатр входив у мережу Кінопалац.

#### Миргород
- «Wizoria Myrhorod», Адреса: м. Миргород, вул. Гоголя 147, ТРЦ «Мир». Кількість екранів: 2. Відкрито 27 січня 2017 року у ТРЦ «Мир». Офіційне відкриття відбулося презентацією фільму українського виробництва «Правило бою» за участі акторів та інших учасників знімальної групи.[5]

## Власники
Засновником кінотеатральної мережі «Wizoria» є полтавський підприємець та депутат партії ВО «Батьківщина» Андрій Соколов та його дружина Ірина Соколова. Розвитком кіномережі Wizoria займається ТОВ «Піраміда Трейд» зареєстроване в 1997 році. Кінцевими бенефіціарами та власниками часток у статутному капіталі ТОВ «Піраміда Трейд» є Андрій та Ірина Соколови (36 і 64 % відповідно). Андрій та Ірина Соколови також є власниками полтавської компанії «Конкорд» (до якої входять ТРЦ Конкорд тощо).
При створенні кіномережі подружжю також допомагав гендиректор компанії «Кінопрокат-Україна» Геннадій Романько.

## Цікаві факти
- Гасло компанії — «Візорія — Wiдчуй більше».
- Двоюрідний брат власника Wizoria Андрія Соколова, Михайло Соколов, є власником кіномережі Кіно тема, членом якої до 2013 був кінотеатр «Конкорд кіно» (Wizoria Poltava «Konkord»).

## Скандали
Кіномережа «Кіносистема» (з 2013 мережа змінила назву на «Кіно тема»), до якої в період з 2007 по 2013 належав полтавський кінотеатр «Конкорд кіно» (Wizoria Poltava „Konkord“)) відома своїм упередженим ставленням до української мови Зокрема, у 2009 незабаром після впровадження обов'язкового українського дубляжу іншомовних фільмів в українських кінотеатрах кінотеатри мережі «Кіносистема» організували протест з метою повернення російського дубляжу в українські кінотеатри. Так, директор мережі кінотеатрів «Кіносистема» Олексій Наслєдніков заявив, що за ініціативою співробітників мережі, 6 з 12 кінотеатрів мережі приєдналися до протесту.